# John Ment

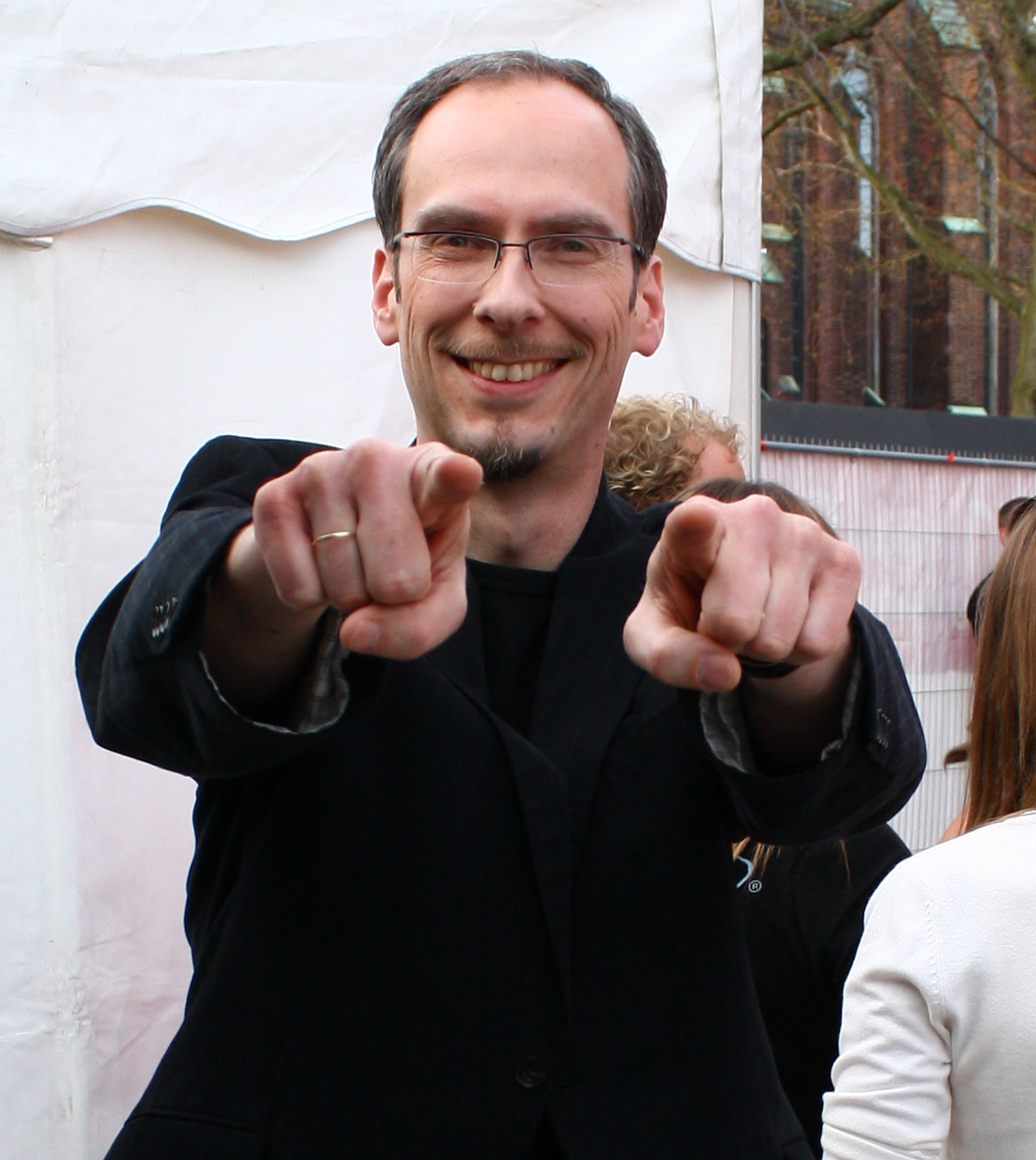
John Ment (2009)

John Ment (* 1963 in Hamburg) ist ein deutscher Radiomoderator, der bei Radio Hamburg durch die Morgensendung führt.

## Leben
Ment ist der Sohn des Bandoneonisten Jo Ment. Nach dem Abitur in Hamburg begann er eine Lehre zum Immobilienmakler und ein BWL-Studium. Beides brach er ab. Seine Radiokarriere begann er 1985 bei der Hansawelle von Radio Bremen. Seit dem Start des Privatsenders im Jahr 1986 ist er, mit Ausnahme eines viermonatigen Aufenthaltes bei NDR 2, bei Radio Hamburg. Er moderiert montags bis freitags von 5 bis 10 Uhr die Radio Hamburg Morningshow – mit John Ment und seinem Team. 2010 gewann Ment einen der vier Sonderpreise des Deutschen Radiopreises.
In der Hamburger Morgenpost erscheint seine wöchentliche Kolumne Ment am Montag.

## Werke
- War früher alles besser? S-und-L-MedienContor, Hamburg 1999.
- Mini-Ment – Beim ersten Kind wird alles anders. Ed. Riesenrad, Hamburg 2003.
- Ment am Montag. Ed. Riesenrad, Hamburg 2004.

## Auszeichnungen
Deutscher Radiopreis
- 2010: Sonderpreis
- 2013 und 2017: für die beste Morningshow (John Ment & sein Team)